# Os Belos Dias de Aranjuez
Os Belos Dias de Aranjuez (em francês:  Les Beaux Jours d'Aranjuez) é um filme luso-franco-alemão realizado e escrito por Wim Wenders e Peter Handke, com base na sua obra Die schönen Tage von Aranjuez, e protagonizado por Reda Kateb e Sophie Semin. A sua estreia mundial ocorreu no Festival Internacional de Cinema de Veneza a 1 de setembro de 2016, onde competiu pelo Leão de Ouro.
Estreou-se em França a 9 de novembro de 2016, em Portugal a 15 de dezembro do mesmo ano, e no Brasil a 30 de março de 2017.

## Elenco
- Reda Kateb como homem
- Sophie Semin como mulher
- Jens Harzer como escritor
- Nick Cave como pianista
- Peter Handke como jardineiro

## Receção
O filme detém uma pontuação de 14% baseada em 7 avaliações, com uma classificação média de 3,2 de 10, no Rotten Tomatoes. No sítio Metacritic, o filme obtém uma pontuação de 32 de 100 baseada em 6 avaliações, indicando revisões "geralmente desfavoráveis".
Peter Bradshaw do jornal britânico The Guardian classificou o filme com 2 estrelas de 5, tendo escrito: "uma abordagem dupla irritantemente soberba e inerte: insegura, tediosa, com uma teatralidade datada e complicada, que enganou com uma apresentação 3D que não acrescenta nada aos seus quadros estereoscópicos monótonos de um jardim francês idealizado fora de Paris." Deborah Young da revista estado-unidense The Hollywood Reporter elogiou a conceção de Virginie Hernvann.
Ben Croll do sítio IndieWire deu ao filme uma nota D, tendo escrito: "Acho que poderia viver de curiosidade, em resposta à pergunta, 'Qual é o filme mais pertubado e não influenciável desde que Andy Warhol apontou a sua câmara ao Empire State Building e rodou-o por 8 horas?' Guy Lodge da revista estado-unidense Variety escreveu: "Mesmo para os colecionadores obsessivos como Wenders, o filme é na sua maior parte de interesse académico: uma entrada intermediária na investigação em curso do cineasta sobre as possibilidades de imagens estereoscópicas, implantada até agora a um efeito muito mais vibrante nos seus documentários do que na sua obra narrativa."

## Reconhecimentos
| Ano  | Prémios                                    | Categorias   | Destinatários e nomeados  | Resultado | Referências |
| ---- | ------------------------------------------ | ------------ | ------------------------- | --------- | ----------- |
| 2016 | Festival Internacional de Cinema de Veneza | Leão de Ouro | Os Belos Dias de Aranjuez | Indicado  | [ 4 ]       |